# Lago de Chavonnes
O Lago Chavonnes é um lago localizado no município de Ormont-Dessous, acima de Villars-sur-Ollon no cantão de Vaud na Suíça. A superfície deste lago é de 5 ha.